# Kiribati ved OL
Kiribati deltog første gang i olympiske lege under Sommer-OL 2004 i Athen. Kiribati har aldrig deltaget i vinterlege, og har heller aldrig vundet nogen medalje.

## Medaljeoversigt
| Kiribatis medaljer under de olympiske sommerlege | Kiribatis medaljer under de olympiske sommerlege | Kiribatis medaljer under de olympiske sommerlege | Kiribatis medaljer under de olympiske sommerlege | Kiribatis medaljer under de olympiske sommerlege | Kiribatis medaljer under de olympiske sommerlege |
| ------------------------------------------------ | ------------------------------------------------ | ------------------------------------------------ | ------------------------------------------------ | ------------------------------------------------ | ------------------------------------------------ |
| Lege                                             | Guld                                             | Sølv                                             | Bronze                                           | Totalt                                           | Rang                                             |
| 2004 Athen                                       | 0                                                | 0                                                | 0                                                | 0                                                | –                                                |
| 2008 Beijing                                     | 0                                                | 0                                                | 0                                                | 0                                                | –                                                |
| 2012 London                                      | 0                                                | 0                                                | 0                                                | 0                                                | –                                                |
| 2016 Rio de Janeiro                              | 0                                                | 0                                                | 0                                                | 0                                                | –                                                |
| 2020 Tokyo                                       |                                                  |                                                  |                                                  |                                                  |                                                  |
| Totalt                                           | 0                                                | 0                                                | 0                                                | 0                                                |                                                  |